# Gorilă estică
Gorila estică (Gorilla beringei) este o specie pe cale de dispariție din genul Gorilla, și cea mai mare primată vie. În prezent, specia este divizată în două subspecii. Există 6800 de gorile estice de câmpie sau gorile Grauer (G. b. graueri), și 1000 de gorile de munte (G. b. beringei). Vânătoarea ilegală amenință specia.

## Taxonomie

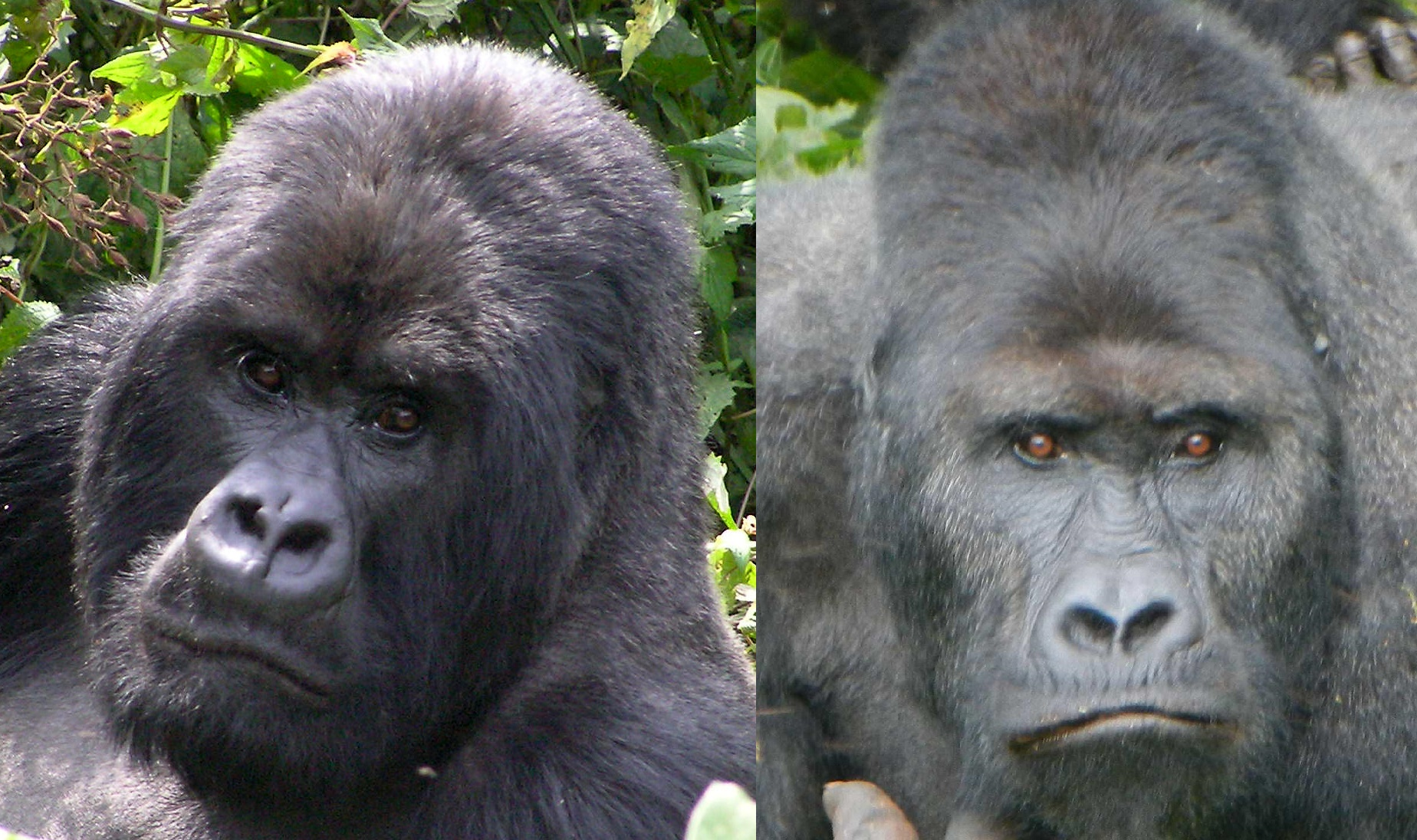
Gorila de munte (stânga) și gorila estică de câmpie (dreapta)

Există două subspecii recunoscute de gorilă estică: gorila de munte (Gorilla beringei beringei) de pe versanții vulcanici din Rwanda, Uganda și estul Republicii Democratice Congo; și gorila estică de câmpie sau gorila lui Grauer (Gorilla beringei graueri) din estul Republicii Democratice Congo.
Gorilele estice de câmpie și gorilele de munte erau considerate anterior două dintre cele trei subspecii ale unei singure specii, gorila (Gorilla gorilla). Cu toate acestea, cercetările genetice au arătat că cele două subspecii estice sunt mult mai strâns înrudite decât subspecia vestică: gorila vestică de câmpie (G. gorilla gorilla), ceea ce a justificat clasificarea separată. Cele două subspecii estice sunt acum clasificate ca G. beringei.

## Descriere
Gorila estică este un hominid robust, cu un cap mare, piept lat și brațe lungi. Are un nas plat cu nări mari. Fața, mâinile, picioarele și pieptul sunt chele. Blana este în principal neagră, dar masculii adulți au o „șa” argintie pe spate. Când gorila îmbătrânește, părul de pe șaua de pe spate devine alb, la fel ca părul cărunt al persoanelor în vârstă. Acesta este motivul pentru care masculii mai în vârstă sunt numiți „spate-argintiu”. Gorila lui Grauer are o blană mai scurtă, mai groasă, de un negru intens, în timp ce gorila de munte are o culoare mai albăstruie. 
Gorila de munte este puțin mai mică și mai ușoară decât gorila lui Grauer, dar totuși mai mare și mai grea decât gorila vestică de câmpie și decât gorila Cross River. Masculii sunt mult mai mari decât femelele. Un mascul gorilă de est adult cântărește de obicei 140-205,5 kg, și are o înălțime de 1,7 m, iar o femelă cântărește de obicei 90-100 kg, și are o înălțime de 1,5 m. Cel mai înalt mascul spate-argintiu înregistrat a fost un exemplar de 1,95 m împușcat în Alimbongo, nordul Kivu, în mai 1938. Cea mai grea gorilă înregistrată a fost o gorilă cu spate-argintiu de 1,83 m, împușcată în Ambam, Camerun, care cântărea 267 kg.

## Comportament

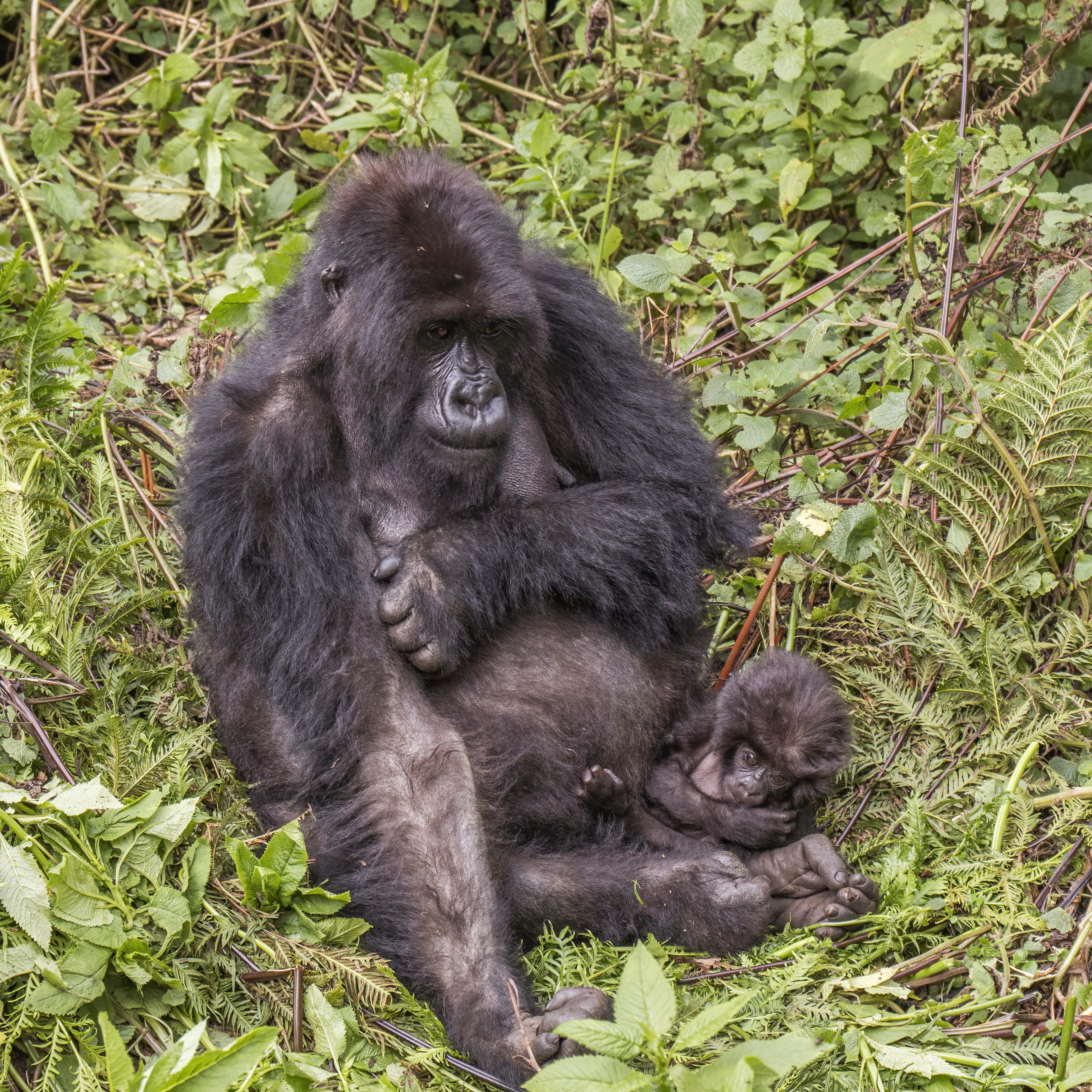
Gorile de munte, femelă și pui

Gorilele estice trăiesc în grupuri familiale stabile și coezive, conduse de un mascul dominant cu spate argintiu. Gorilele estice tind să aibă grupuri mai mari decât rudele lor vestice, care numără până la 35 de indivizi. Nu există un sezon de reproducere distinct, iar femelele nasc o singură dată la 3-4 ani din cauza perioadei lungi de îngrijire parentală și a perioadei de gestație de 8,5 luni. Gorilele nou-născute au pielea gri-roz, și se pot târî după 9 săptămâni; ele nu sunt complet înțărcate până la 3,5 ani. Masculii își apără femelele și puii folosindu-se de mărimea lor mare în demonstrații de intimidare care implică atacuri și bătăi în piept.

## Starea de conservare
Gorila estică a devenit din ce în ce mai periclitată începând cu anii 1990, iar specia a fost inclusă pe lista speciilor pe cale de dispariție critică în septembrie 2016, deoarece populația sa a continuat să scadă. Principalele amenințări la adresa gorilei de est includ distrugerea habitatului în scopuri rezidențiale, comerciale și agricole, fragmentarea habitatului cauzată de coridoarele de transport și extracția resurselor, precum și bolile. Între 1996 și 2016, gorila estică a pierdut mai mult de 70% din populație, populația totală fiind estimată la mai puțin de 6 000. O excepție de la această tendință de declin este gorila de munte. Conform celor mai recente estimări, există aproximativ 1.004 gorile de munte, iar numărul acestora continuă să crească.
În unele parcuri naționale, observarea gorilelor de munte este o atracție turistică populară. Aceste parcuri naționale includ Parcul Național al Vulcanilor din Rwanda, Parcul Național Virunga din Republica Democrată Congo, și Parcurile Naționale Mgahinga Gorilla și Bwindi Impenetrable din Uganda. În timp ce ecoturismul poate aduce beneficii populațiilor de gorile prin generarea de venituri pentru eforturile de conservare, există îngrijorarea că expunerea crescută la oameni va expune gorilele la un risc mai mare de a contracta boli.
Spre deosebire de gorila vestică, există puține gorile estice în grădini zoologice. Grădina zoologică din Anvers este singura grădină zoologică din afara arealului natal al speciei care deține gorile estice. În afara zonei de origine, gorila de munte nu este ținută deloc în captivitate.